# Andrzej Andrusiewicz
Andrzej Andrusiewicz (ur. 23 marca 1940 w Przemyślu)  – polski historyk, politolog, znawca dziejów Rosji oraz krajów Europy Środkowej i Wschodniej.  

## Życiorys
W 1967 ukończył studia na Wydziale Filologiczno-Historycznym Wyższej Szkoły Pedagogicznej w Opolu, w latach 1968–1973 wykładał historię w Studium Nauczycielskim w Przemyślu, w latach 1974–1975 był wykładowcą Wyższej Szkoły Pedagogicznej w Rzeszowie, w latach 1974–1980 także nauczycielem w Zespole Szkół Ogólnokształcących w Przemyślu. W 1979 obronił pracę doktorską. W latach 1981–1984 odbył staż habilitacyjny w Akademii Nauk Społecznych PZPR. Do roku 1990 pracownik Instytutu Historii Ruchu Robotniczego w Wyższej Szkole Nauk Społecznych i Akademii Nauk Społecznych PZPR, w latach 1986–1990 kierował Zakładem Historii Polskiego Ruchu Robotniczego ANS PZPR. W 1984 habilitował się na podstawie pracy Stronnictwo Pracy 1937–1950: ze studiów nad dziejami najnowszymi chadecji w Polsce w Wyższej Szkole Nauk Społecznych. W 1991 mianowany profesorem nadzwyczajnym, w 1995 otrzymał tytuł profesora zwyczajnego. Od 1991 był pracownikiem Wyższej Szkoły Pedagogicznej w Rzeszowie (później Uniwersytetu Rzeszowskiego), wykładał też Wyższej Szkole Informatyki i Zarządzania w Rzeszowie. Redaktor naczelny pism: „Polska i jej wschodni sąsiedzi” (1997–2009), „Studia Społeczno-Polityczne” (2007–2009).

## Wybrane publikacje
- Przemyskie rady robotnicze w latach 1918–1919: referat z sesji popularno-naukowej Echa Rewolucji Październikowej w Przemyślu, odbytej w dniu 28 października 1977 r., Przemyśl: PTH–WAP 1977.
- Stanisław Łańcucki, Warszawa: Książka i Wiedza 1985.
- Stronnictwo Demokratyczne w systemie politycznym Polski Ludowej, Warszawa: Państwowe Wydawnictwo Naukowe 1985.
- Kwestia robotnicza w myśli społecznej kościoła rzymskokatolickiego a chrześcijańska demokracja w Polsce 1891–1950, Warszawa: ANS, 1987.
- Stronnictwo Pracy 1937-1950: ze studiów nad dziejami najnowszymi chadecji w Polsce, Warszawa: PWN 1988.
- Dzieje Dymitriad 1602-1614, t. 1: Nadzieje i oczekiwania, Warszawa: Wydawnictwo Naukowe ANS 1990.
- Dzieje Dymitriad 1602-1614, t. 2: Na rozdrożu dziejów, Warszawa: Wydawnictwo Naukowe ANS 1990.
- Mit Rosji: studia z dziejów i filozofii rosyjskich elit,, t. 1-2, Rzeszów: Wydawnictwo Wyższej Szkoły Pedagogicznej 1994.
- Polska 1980–1990: kalendarz dekady przełomu, Rzeszów: Wydawnictwo Wyższej Szkoły Pedagogicznej 1995.
- Polska 1991–1995: kalendarz wydarzeń, Rzeszów: Wydawnictwo Wyższej Szkoły Pedagogicznej 1997.
- Dzieje wielkiej smuty, Katowice: Śląsk 1999[1].
- Carowie i cesarze Rosji: szkice biograficzne, Warszawa: Fakty 2001.
- Cywilizacja rosyjska, t. 1-3, Warszawa: Książka i Wiedza 2004–2009.
- Iwan Groźny, Warszawa: Świat Książki 2006.
- Dymitr Samozwaniec i Maryna Mniszech, Warszawa: Świat Książki 2009.
- (redakcja) Wiaczesław Szalkiewicz, Świat myśli słowiańskiej: z historii filozofii i myśli społeczno-politycznej narodów słowiańskich, pod red. Andrzeja Andrusiewicza, Rzeszów - Boguchwała: Max - Druk Drukarnia Medyczna Aneta i Grzegorz Siewiorek, Monika Micek-Wilk 2009.
- Piotr Wielki: prawda i mit, Warszawa: Świat Książki 2011.
- Katarzyna Wielka: prawda i mit, Warszawa: Świat Książki 2012.
- Krwawa dekada. Polska interwencja w Rosji 1602–1612: dyplomacja, samozwańcy, wojna, Kraków: Wydawnictwo Literackie 2013.
- Romanowowie: imperium i familia, Kraków: Wydawnictwo Literackie 2014.
- Aleksander I: wielki gracz, car Rosji – król Polski, Kraków: Wydawnictwo Literackie 2015.
- Kierenski. Czerwony Liberał, Wydawnictwo Bellona, Warszawa 2016[2].
- Złoty sen, 2016
- Trzeci Rzym. Z dziejów rosyjskiego nacjonalizmu, Kraków: Wydawnictwo Literackie 2019.
- Buntownicy i marzyciele. O rewolucji rosyjskiej, rewolucjonistach i terrorystach, Warszawa: Fundacja Oratio Recta 2021.

## Nagrody
- Nagroda im. Ludwika Waryńskiego (1986) za biografię Stanisława Łańcuckiego, (Książka i Wiedza, wyd. I 1985)[3]
- Nagroda im. Ludwika Waryńskiego (1989) za monografię Stronnictwo Pracy 1937-1950. Ze studiów nad dziejami najnowszymi chadecji w Polsce (PWN, 1988)[4]